# Tirolesa

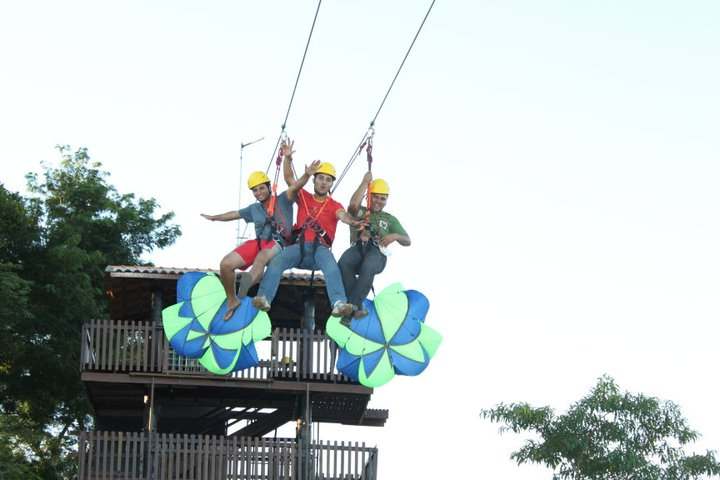

A tirolesa ou slide é uma atividade esportiva de aventura originária da região do Tirol, na Áustria. Consiste em um cabo aéreo ancorado entre dois pontos, pelo qual o praticante se desloca através de roldanas conectadas por mosquetões a um arnês. Tal atividade permite ao praticante a sensação de sobrevoar o terreno que passa por baixo, sem exigir esforço físico do praticante.
Pode ser construída com cabos de aço ou uso de cordas, para uso comercial recomenda o uso de cabo de aço pela resistência e durabilidade, já no caso de resgate e situações de lugares de difícil acesso, é usado cordas, por causa de seu peso e versatilidade. 

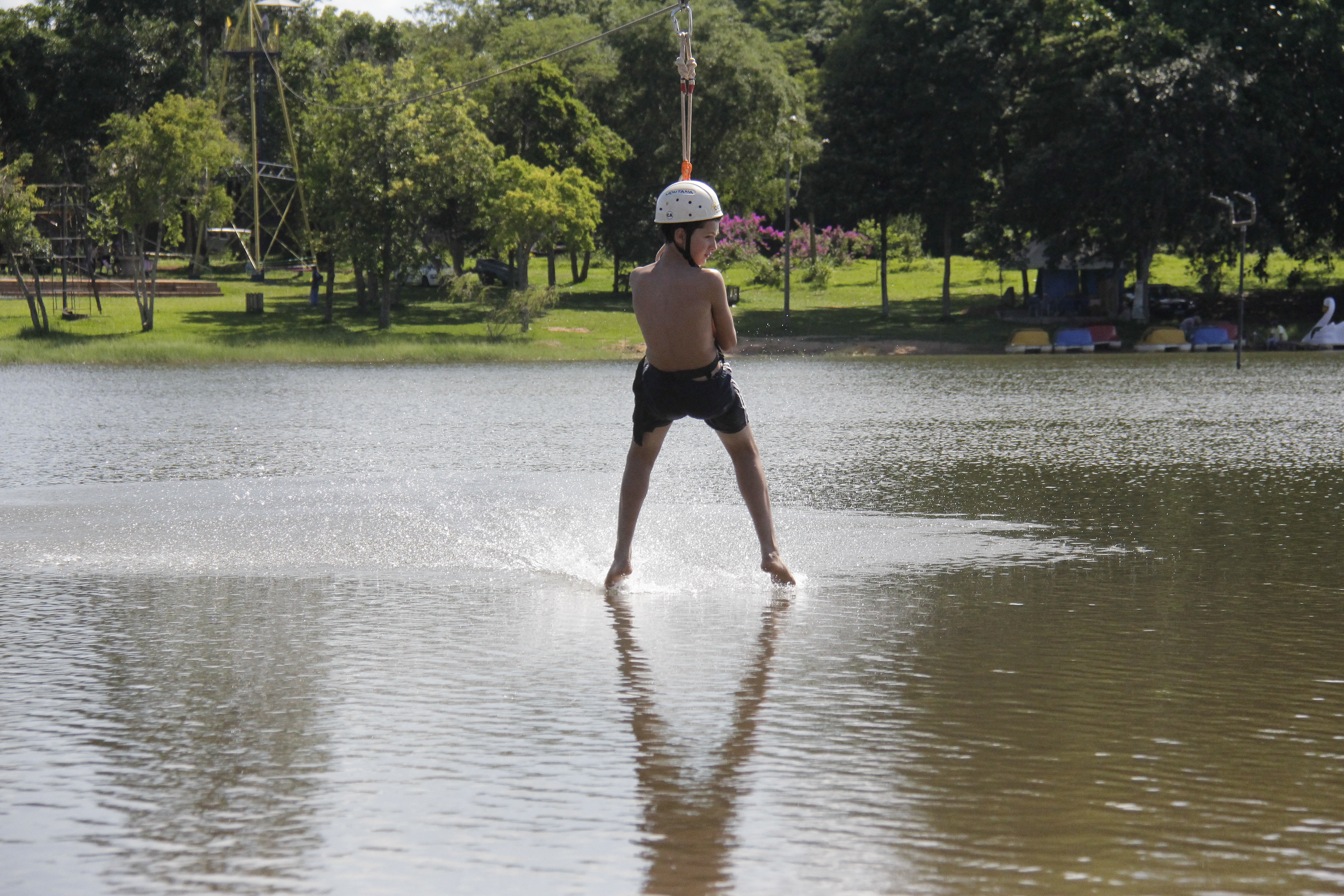

A tensão é importante para que não se forme uma "barriga" no cabo, o que prejudicaria a trajetória da pessoa em movimento, podendo detê-la antes do final do curso pretendido, mas deve ter a preocupação de utilizar a carga correta de tensão, pois dependendo do tamanho da tirolesa essa essa carga pode ultrapassar a carga de ruptura tanto do cabo como da corda, para isso é recomendado o uso de equipamentos de medição ou profissionais habilitados para realizar tal trabalho.
Essa atividade pode ser praticada tanto em região de montanha como passando por cima de um lago, acrescentando assim mais adrenalina e emoção.

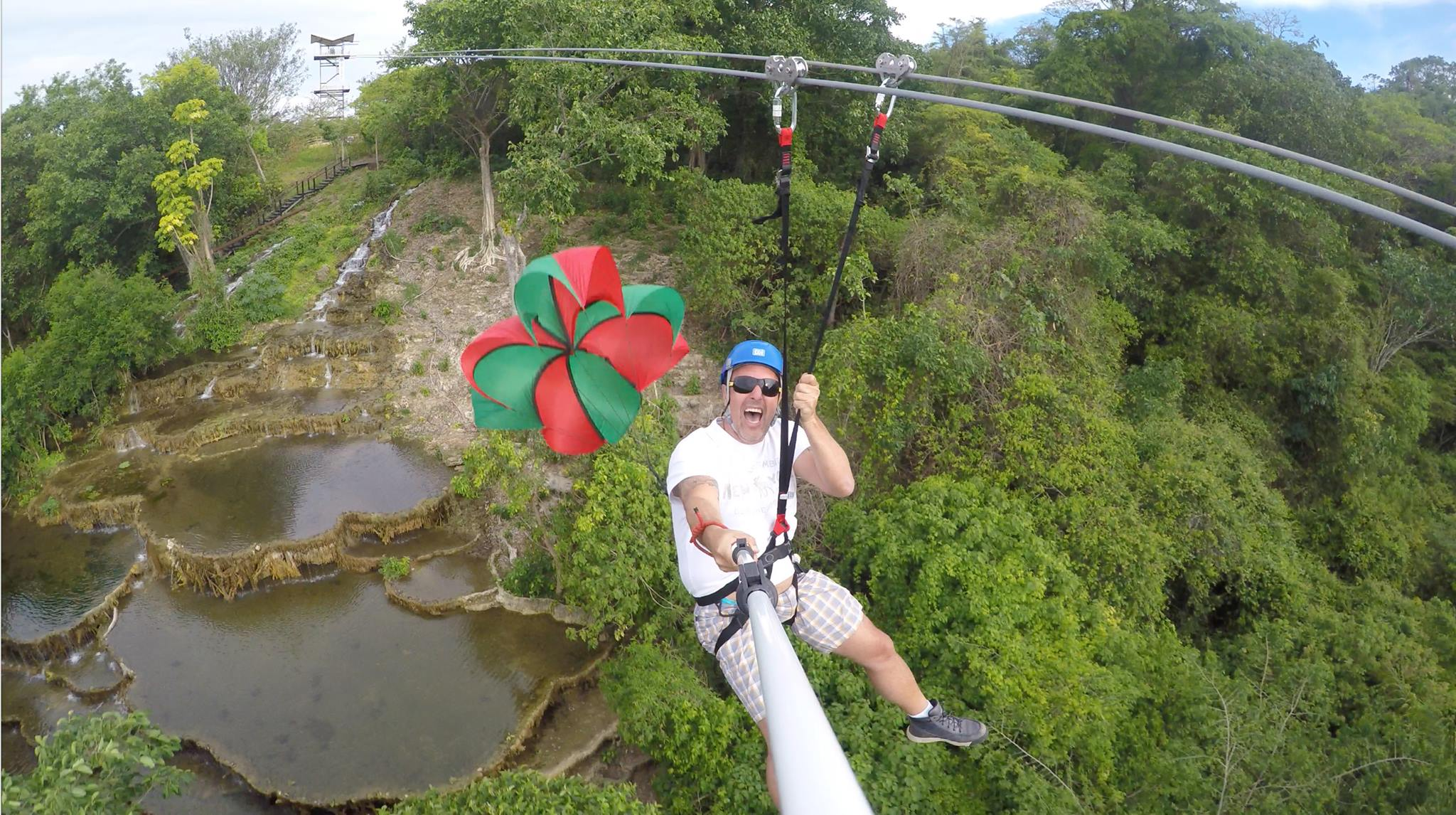
Tirolesa da Nascente Azul - 450 metros - localizada em Bonito/MS

Por se tratar de uma atividade onde não depende de esforço físico do participante muitos lugares como: hotéis fazenda, parques temáticos, parques aquáticos, clubes entre outras segmentos do turismo, tem como opção a tirolesa como atividade de aventura em seu negócio, dando a oportunidade de seus frequentadores provar uma pitada de adrenalina e aventura, nesses casos as tirolesas são construídas encima de normas ABNTs para tal atividade, onde o praticante pode praticar com toda comodidade e segurança.
Uma variante da tirolesa, chamado "Fantasticable", tem tido recentemente alguma adesão em França, Itália e Portugal. A diferença da tirolesa tradicional é que a travessia é feita com o corpo na horizontal, em vez de sentado ou na vertical. Tal permite intensificar a sensação de voo. O único existente em Portugal situa-se no Pena Aventura Park, no concelho de Ribeira de Pena, 

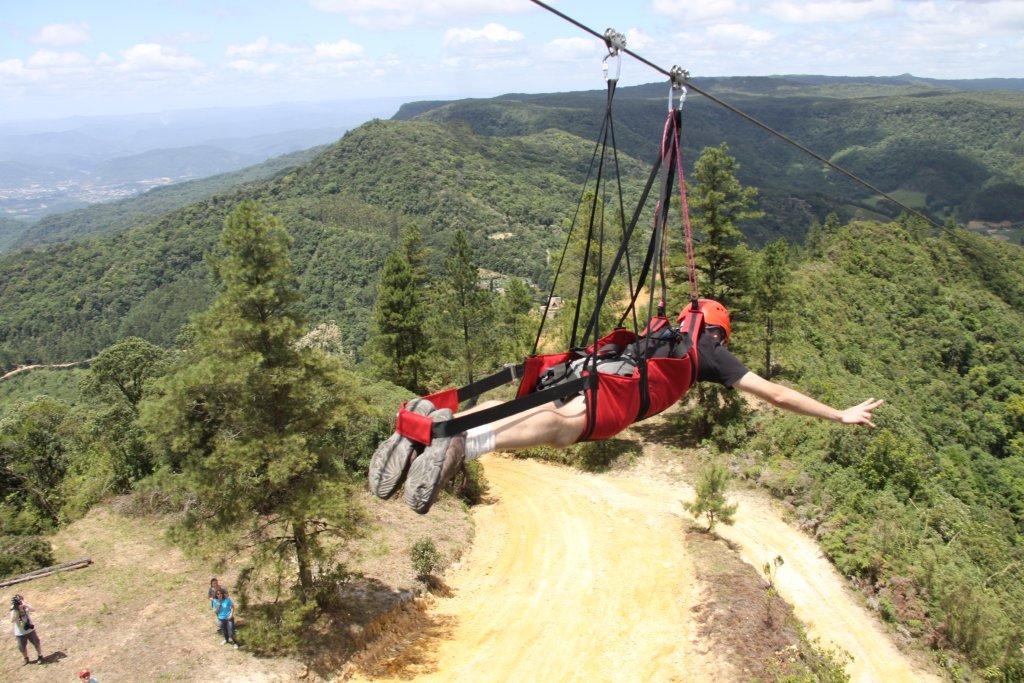
Tirolesa K2000 - Maior Tirolesa do Brasil

A maior tirolesa do Brasil fica em Santa Catarina, entre as cidades de Benedito Novo e Rodeio. Conhecida como K2000, com 2 km de extensão, a K2000 superou a então maior tirolesa do Brasil, localizada em Pedra Bela, por 100 metros a mais.

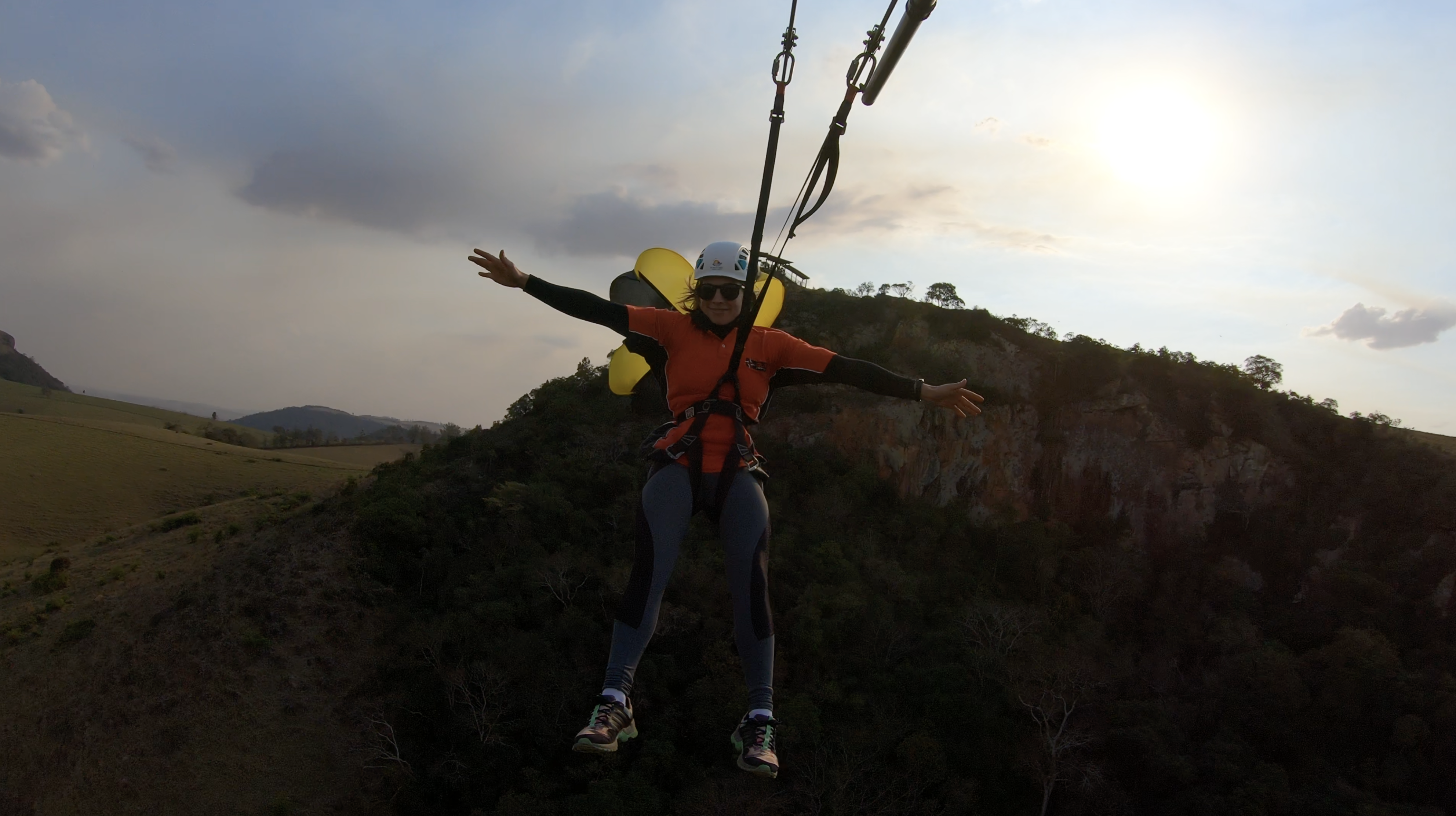
Tirolesa Pedra do Índio - tirolesa mais rápida do Brasil

Tirolesa mais rápida do Brasil, está localizada no Paraná na cidade de Ribeirão Claro - Pr, com 1 km de distância, tendo 128 metros de altura a dependendo das condições climáticas favoráveis, a Tirolesa da Pedra do Índio pode atingir seus incríveis 120 km.

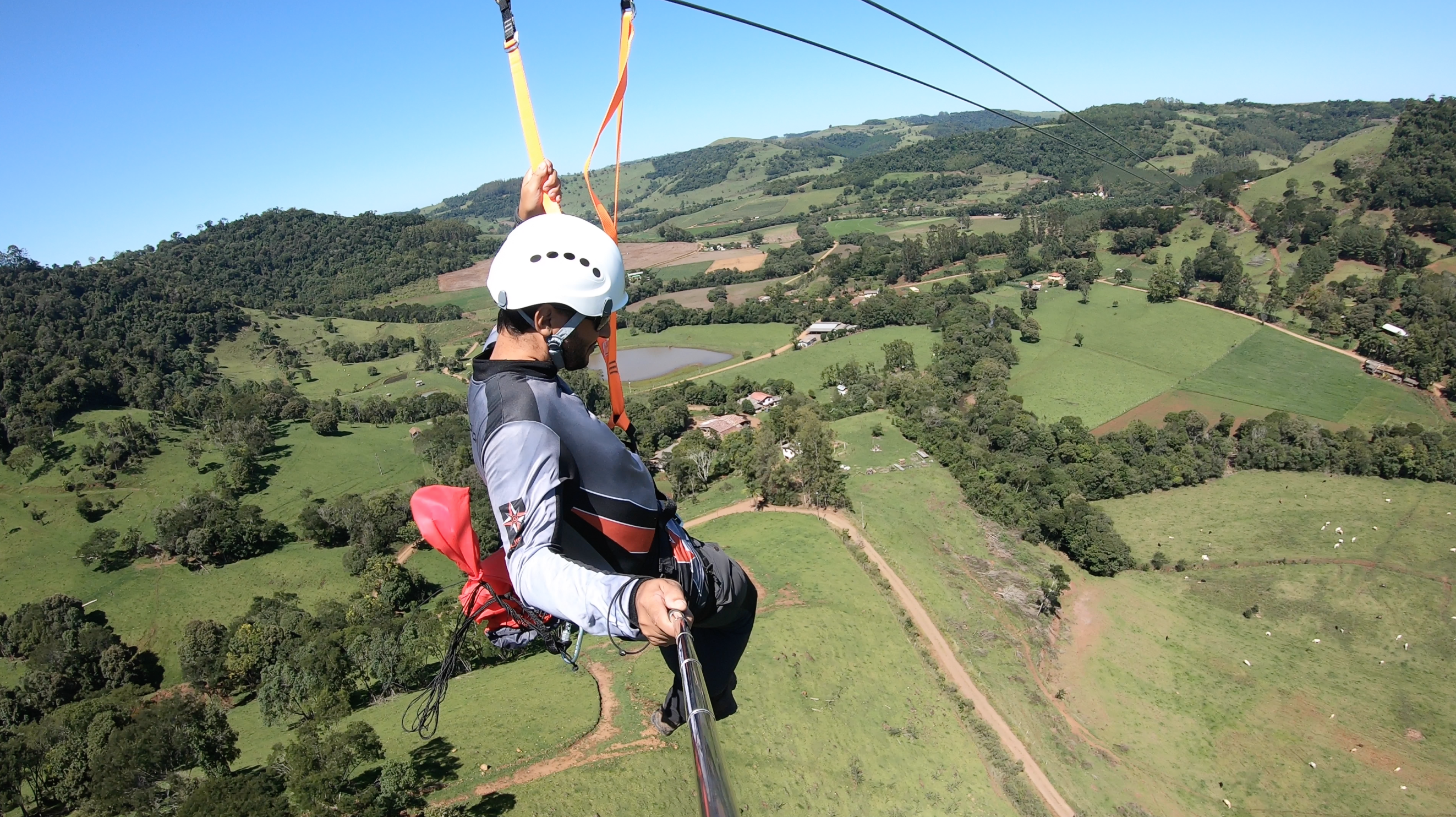
Tirolesa Vale do Chico - maior circuito de tirolesa do Brasil

Maior percurso de Tirolesa do Brasil, está localizado no estado de Santa Catarina no município de Formosa do Sul, a Tirolesa Vale do Chico é o maior trajeto de tirolesas do Brasil, com um percurso total de 2150 metros, divididos em duas etapas, sendo a primeira de 1375 metros e a segunda de 775 metros.

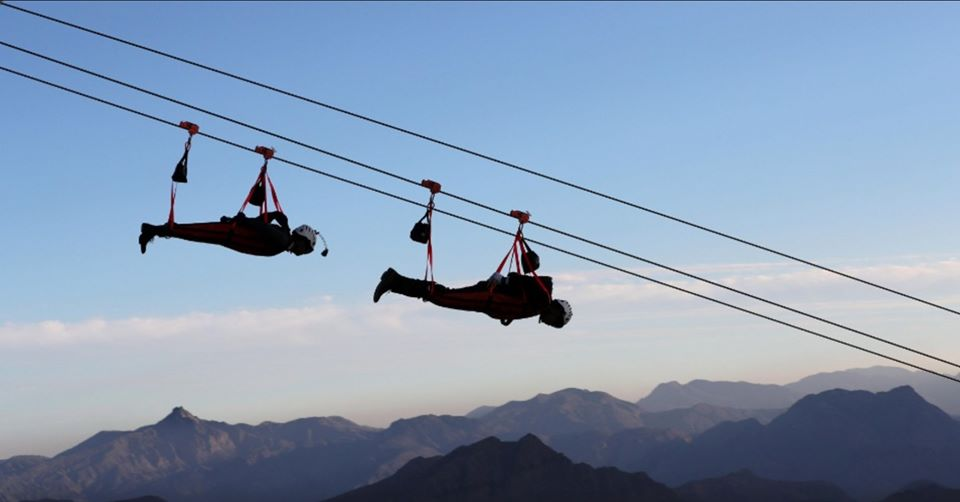
Tirolesa - Jebel Jais - Maior Tirolesa do Mundo - 2.830 metros

Atualmente maior tirolesa do mundo, é  a tirolesa de Jebel Jais, nos Emirados Árabes Unidos, tem 2,83 km de comprimento e chega-se a uma velocidade de 150 km/h voando sobre as montanhas, 1.680 metros acima do nível do mar